# Слоуп
Окръг Слоуп (на английски: Slope County) е окръг в щата Северна Дакота, Съединени американски щати. Площта му е 3157 km², а населението - 771 души (2017). Административен център е град Амидън.